# 리보르노
리보르노(이탈리아어: Livorno)는 이탈리아 서해안, 리구리아해에 면하는 항구 도시이다. 영어 명인 레그혼(Leghorn) 이라고도 알려졌다. 리보르노도의 도청 소재지이기도 하다. 피사의 근처에 있으며, 피사와 운하로 연결되면서 중세 시대때부터 발전하기 시작하였다.

## 역사

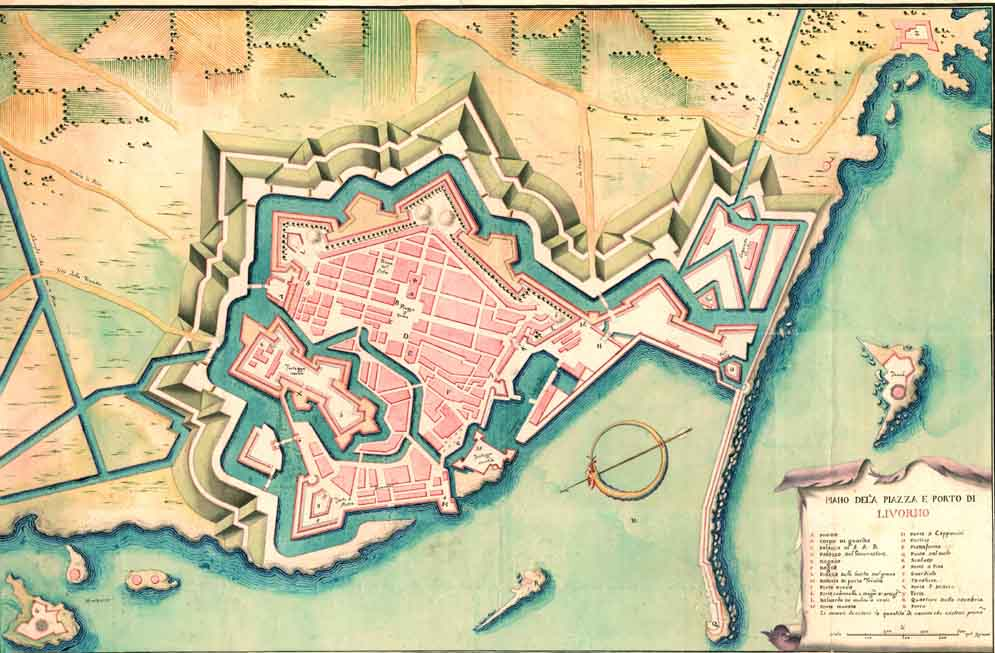
17세기 당시 리보르노의 방어시설

리보르노는 1017년에 피사를 방어할 목적의 작은 해안 요새로서 세워졌다. 수 백년간 피사의 영토에 속해있었다. 하지만 피사에게 항구로서의 기능을 제공한건 리보르노가 아니라 멜로리아 전투에서 피사 함대가 전멸당한 후 파괴된 포르토피사노였다. 1404년에서 1421년까지 제노바에 속해있었고 1421년 8월 28일 피렌체에게 매각되었다. 1427년부터 1429년 사이에 인구조사가 이뤄졌다. 그 인구 조사에 따르면 리보르노에는 총 118 가구가 있었고, 423명이 거주했었다고 한다. 수도사, 유대인, 군인, 부랑자들은 인구 조사에 포함되지 않았다. 중세 리보르노의 유일한 흔적은 옛 항구 지구에 위치한 성벽과 두 개의 탑의 조각들이 전부이다. 피렌체 왕조를 지배하던 메디치 가문이 도래한 후, 일부 개선이 이뤄졌는데, 그중 특히 1518년과 1534년 사이에 오늘날 옛 항구가 건설되었고, 리보르노에 자발적으로 재정착하던 인구도 늘어났지만, 리보르노는 여전히 평범한 해안 요새로서 여겨졌다.
리보르노는 메디치 가문이 대공작으로 있던 시기에 이탈리아 르네상스 기간 "이상적 도시"로서 건설되었다. 16세기 말 건축가 베르나르도 부온탈렌티가 이곳에 여러 건물들을 지었다.
1580년대 말 페르디난도 1세 데 메디치는 리보르노를 자유 무역항으로 선포하였고, 이로 인해 리보르노의 지배권 하에 있는 곳에서 교역품은 면세가 되었다. 이 교역을 규제하기 위해, 1590년에 공작의 관리들은 레지 리보르니네(Leggi Livornine)라는 법을 선포하였다. 이 법은 반종교 개혁이 시작되던 1603년까지 지속됐다. 이 법은 범죄와 공갈로부터 상인들의 활동을 보호하면서 조정이 잘 된 시장을 만들어냈고, 이때 도입된 법들은 국제 무역 법으로 여겨진다.
거기에 기독교의 대한 관용이 확대되어, 이곳의 법은 도시의 상업을 위해서 대중들에게 종교의 자유 권리가 주어졌고 성직자들에 의해 보속을 받으면 사면이 되었다. 대공작은 16세기말부터 스페인과 포르투갈에서 추방당하기 시작한 수많은 유대인 이민자들을 받아들였으며, 그들에게 권리와 특권을 제공하였고, 그들은 도시에 상업적 부와 학문적 지식을 기여했다.
리보르노는 계몽된 유럽의 도시이자 지중해 전체에서 가장 중요한 항구 중 한 곳이 되었다. 수많은 유럽의 외국인들이 리보르노로 이주해왔다. 그중에는 마르틴 루터, 장 칼뱅 등을 지지하는 개신교도들이 포함되었다. 프랑스인, 네덜란드인, 잉글랜드인들도 속해있었고, 심지어 정교회를 믿는 그리스인들도 몰려왔다. 한편 유대인들은 과거 대공작과 맺은 조약 하에서 무역에 계속 종사하였다. 1606년 3월 19일 페르디난도 1세 데 메디치가 리보르노를 도시의 지위로 끌어올렸고, 그 행사가 아시시의 프란치스코 포르테차 베키아 예배당에서 열렸다.

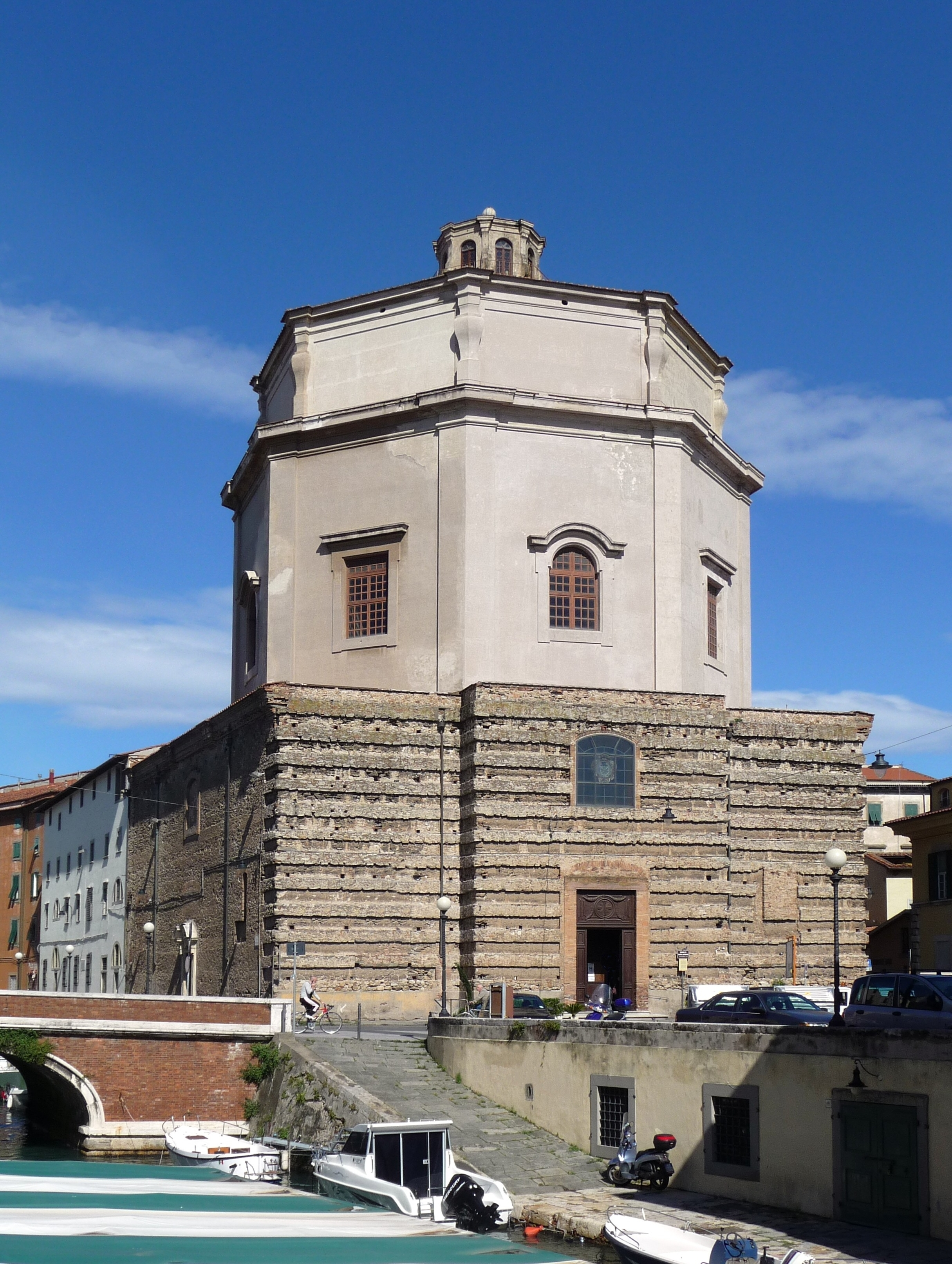
성 카테리나 성당

반종교 개혁은 기독교인들 사이에 긴장을 증가시켰고, 교황령에 반체제 인사들은 여러 순수 가톨릭 통치자들의 목표가 되었다. 리보르노의 관용은 종교 전쟁의 피해로 무너지고 말았다. 하지만 이전 기간 동안 리보르노의 상인들은 개신교도 측 유럽과 교역망을 구축해놨고, 네덜란드, 영국, 독일인들은 이 교역망에 남아 활동하였다.
17세기 말, 리보르노는 도시 계획과 확장을 겪었다. 옛 요새의 방어용 말뚝 근처에 새로운 요새와 함께 성벽과 이웃 도시들을 통해 배가 돌아다닐 수 있는 수로가 지어졌다. 피사의 항구가 토사로 막혀버린 후, 바다와의 거리가 멀어져 버렸고 교역에서 지배력을 상실하고 말았다. 그렇게 리보르노가 토스카나 지역의 핵심 항구 지위를 가져갔다.
더욱 강해진 유럽의 강호들이 이 지역에 무역 상사를 재설치했으며, 대표적인 예로 영국의 레반트 회사가 있다. 결국에는 교역망이 성장하게 되면서, 토스카나 지역은 영국 문화와의 접촉이 많아졌다. 영국의 작가, 예술가, 철학자들이 이곳을 방문하는 횟수가 증가했고 두 지역 사회간에 특별한 역사적 결합으로 발전하였다. 영국인들은 리보르노를 레그혼(Leghorn)이라고 불렀다.
수 세기 동안 , 리보르노의 교역 성쇠는 열강들의 흥망에 의해 쇠퇴하고 성장하였다. 영국과 개신교도 동맹들에게 이곳은 교역에 중요했다.
나폴레옹 전쟁이 일어난 19세기 동안에 프랑스가 영국과의 교역을 금지시킴에 따라, 리보르노의 경제는 심각한 타격을 입었다. 프랑스는 1808년에 토스카나를 점령하여 그들의 제국에 병합시켰다. 1868년 이탈리아가 통일에 성공하면서, 리보르노와 토스카나는 이탈리아 왕국의 일부가 되었다. 리보르노는 자유 무역항 지위를 상실했고 경제적 중요성도 감소하였다.
리보르노는 제2차 세계 대전에 아주 큰 피해를 입었다. 성당과 시나고그를 포함한 많은 역사적 지역과 건물들이 연합군의 본토 침공에 앞서 폭격으로 파괴되었다. 리보르노는 21세기에 들어 경제가 쇠퇴하면서 영향력을 잃어버렸고, 이탈리아의 가장 가난한 북부 도시들 한 곳이다.

## 대중 교통

### 공항
가장 가까운 공항은 토스카나 지역의 주요 공항인 갈릴레오 갈릴레이 공항이며, 이곳에서 20km 거리에 있다.

### 열차
리보르노는 리보르노 중앙 역으로 연결되어 있다.

## 스포츠
리보르노는 현재 세리에 B에 참가중인 AS 리보르노 칼초라는 축구팀이 있다. 축구가 가장 잘 알려지고 이곳에서 가장 많이 하는 스포츠이지만, 육상(1999년 세계 육상 선수권 대회 400미터 허들 우승)이나 펜싱(알도 몬타노 같은 다른 스포츠 우승자들을 많이 배출해냈다. 또한 리보르노는 야구, 럭비, 미식 축구 팀 역시도 지니고 있다.

## 억양
리보르노 사람들은 베르나큘라로 알려진 이탈리아어 토스카나 억양의 변형 형태의 언어로 소통한다. 1982년에 창사한 풍자 코믹 스타일의 잡지사인 일 베르나콜리에레에서 리보르노 억양으로 주로 출판하며, 전국에 배포된다.

## 그리스인 지역 사회와 19세기 리보르노 항
16세기 초 리보르노에 정착한 그리스인들은 코시모 데 메디치와 그 후손들의 함대에서 일하던 용병들이였다. 이 지역 사회는 성장하여 18, 19세기 리보르노가 지중해 무역의 허브가 되던 때에는 중요한 지역이 되었다. 새로 정착한 그리스 이민자들의 대부분은 그리스 서부, 히오스 섬, 이피로스 지역, 소아시아에서 온 이들이다.
16세기 말부터 자유 무역항 지위를 바탕으로 하여, 19세기 말 리보르노가 흑해, 지중해, 북대서양에 그리스 상업 종사자들과 관련되어 강력한 전략적 위치를 즐기던 때까지 레반트에서 온 교역품, 곡물들을 장기 보관할 창고들이 지어졌다. 19세기 초의 나폴레옹 전쟁 동안 항구 봉쇄, 해적 행위, 화물 몰수와 관련된 대영제국과 프랑스의 분쟁은 그리스 상인들에게 기꺼이 위험을 감수할만한 이점으로 작용하였다. 1820년대부터 그리스 사업가들은 리보르노를 떠난 영국, 네덜란드, 프랑스외 다른 국가들의 개신교도 상인들을 서서히 대체해갔다.
그리스인들은 곡물 시장, 은행업, 선박 중개업에 집중하였다. 흑해에서 온 밀 화물은 잉글랜드로 발송하기 전 리보르노에 들렀다. 그리스 상인들은 알렉산드리아와 오스만 투르크 제국의 다른 목적지로 돌아가는 배에 직물과 다른 상품들을 실었다. 히오스 섬에서 온 그리스인들이 특히 이 무역을 주도했다. 1839년 리보르노는 그리스인과 유대계 이탈리아인이 운영하는 주요 10개의 상점이 있기도 하였다.
그리스인 지역 사회는 그리스 동방 정교회, 그리스어, 그리스 역사를 바탕으로 한 독특한 문화와 사회 정체성을 지녔었다. 1775년 그들은 성 삼위일체 신심회(Confraternita della SS. Trinita)를 창단하고 토스카나 지역 최초의 비가톨릭계 교회인 키에사 델라 산티시마 트리니타를 건설했다. 또한 그리스 지역 사회는 펠로폰네소스반도, 이피로스 지역, 히오스 섬, 스미르나에서 온 어린 그리스인들에게 고등 교육을 시켜주기 위해 그리스인 학교를 건립하기도 하였다. 오스만 투르크 제국과 이탈리아에 있는 여러 그리스인 지역 사회와 마찬가지로 1821년 그리스 혁명을 지원하기 위한 모금을 하기도 하였다. 또한 비그리스인들을 지원하기도 하였다. 로도카나키(Rodocanachi) 가문은 교육학자 엔리코 메이어가 운영하는 "공동 교육 학교"(School of Mutual Education)에 자금을 대주었다. 지역 사회는 가난한 로마 가톨릭 어린이들을 위한 학교를 세우는데 기여를 하였다. 지역 관리 당국은 그리스 지역 사회(파포우도프, 마우로고르다토스, 로도카나키, 토시차 등등 그외 가문들)의 성공한 구성원들의 기여를 인정하고 그들에게 귀족 작위를 주었다.
1868년 통일과 이탈리아 왕국이 세워진 후, 자유 무역항으로서의 지위와 조약등이 해제되고 나서 그리스인 지역 사회는 쇠퇴했다.

## 기후
| Livorno의 기후           | Livorno의 기후 | Livorno의 기후 | Livorno의 기후 | Livorno의 기후 | Livorno의 기후 | Livorno의 기후 | Livorno의 기후 | Livorno의 기후 | Livorno의 기후 | Livorno의 기후 | Livorno의 기후 | Livorno의 기후 | Livorno의 기후 |
| 월                       | 1월            | 2월            | 3월            | 4월            | 5월            | 6월            | 7월            | 8월            | 9월            | 10월           | 11월           | 12월           | 연간           |
| ------------------------ | -------------- | -------------- | -------------- | -------------- | -------------- | -------------- | -------------- | -------------- | -------------- | -------------- | -------------- | -------------- | -------------- |
| 역대 최고 기온 °C (°F)   | 19.6 (67.3)    | 21.5 (70.7)    | 24.1 (75.4)    | 25.6 (78.1)    | 32.2 (90.0)    | 35.4 (95.7)    | 37.8 (100.0)   | 36.0 (96.8)    | 33.6 (92.5)    | 28.8 (83.8)    | 25.0 (77.0)    | 21.5 (70.7)    | 37.8 (100.0)   |
| 일평균 최고 기온 °C (°F) | 10.8 (51.4)    | 12.0 (53.6)    | 14.3 (57.7)    | 17.2 (63.0)    | 21.0 (69.8)    | 24.9 (76.8)    | 27.7 (81.9)    | 27.5 (81.5)    | 24.8 (76.6)    | 20.2 (68.4)    | 15.3 (59.5)    | 11.8 (53.2)    | 19.0 (66.1)    |
| 일평균 최저 기온 °C (°F) | 4.8 (40.6)     | 5.4 (41.7)     | 7.5 (45.5)     | 10.2 (50.4)    | 13.7 (56.7)    | 17.4 (63.3)    | 20.0 (68.0)    | 19.9 (67.8)    | 17.3 (63.1)    | 13.3 (55.9)    | 9.1 (48.4)     | 6.1 (43.0)     | 12.1 (53.7)    |
| 역대 최저 기온 °C (°F)   | −7.0 (19.4)    | −6.6 (20.1)    | −4.8 (23.4)    | 0.1 (32.2)     | 3.0 (37.4)     | 7.8 (46.0)     | 11.6 (52.9)    | 10.8 (51.4)    | 5.0 (41.0)     | 0.6 (33.1)     | −1.7 (28.9)    | −5.4 (22.3)    | −7.0 (19.4)    |
| 평균 강수량 mm (인치)    | 68 (2.7)       | 60 (2.4)       | 69 (2.7)       | 60 (2.4)       | 54 (2.1)       | 40 (1.6)       | 18 (0.7)       | 31 (1.2)       | 73 (2.9)       | 104 (4.1)      | 102 (4.0)      | 80 (3.1)       | 759 (29.9)     |
| 평균 강수일수            | 8              | 8              | 9              | 8              | 7              | 4              | 2              | 3              | 6              | 9              | 10             | 10             | 84             |
| 출처:                    |                |                |                |                |                |                |                |                |                |                |                |                |                |

## 출신 인물
- 갈레아초 치아노
- 아마데오 모딜리아니

## 자매 도시
- 이스라엘 바트얌
- 스페인 과달라하라
- 베트남 하이퐁
- 러시아 노보로시스크
- 미국 오클랜드

### 참고
1. ↑  Macdonald, A.M. (ed.) (1972). 《Chambers Twentieth Century Dictionary》. Chambers.
2. ↑  《Collins Concise Dictionary》 Revis Thi판. Glasgow: HarperCollins. 1995.
3. ↑  Vaccari et al, p. 15
4. ↑  Vaccari et al, p. 28
5. ↑  Vaccari et al, p. 42
6. ↑  Vaccari et al, p. 48
7. ↑  “COS'È IL VERNACOLIERE”. Mario Cardinali. 2011년 6월 10일에 원본 문서에서 보존된 문서. 2009년 5월 28일에 확인함.
8. ↑  Vlami Despina (1997) "Commerce and identity in the Greek communities: Livorno in the 18th and 19th centuries. (Identities, Cultures, and Creativity)", Diogenes, 22 March 1997
9. ↑  Harlaftis G., A History of Greek-Owned Shipping, Routledge, London, 1996, p. 50
10. ↑  Christopoulos, M.D. "Greek Communities Abroad: Organization and Integration. A Case Study of Trieste" 보관됨 2011-07-22 - 웨이백 머신, Representations, pp. 23–46
11. ↑  Vlami, D. (undated) "Filopatrides kai filogeneis Hellenes tou Livorno", part of the series The Greece of Benefactors, Hemeresia newspaper, pp. 1–64. In Greek language. Need date of publication.
12. ↑  “Enea.it”. 2016년 3월 5일에 원본 문서에서 보존된 문서. 2016년 4월 30일에 확인함.